# Iwan Iwandajew
Iwan Wasiljewicz Iwandajew (ros. Иван Васильевич Ивандаев, ur. 1902 w Abazie w guberni jenisejskiej, zm. w marcu 1954) – radziecki polityk, działacz partyjny.

## Życiorys
W 1923 został przewodniczącym Rady Przemysłowej w Abazie, później był przewodniczącym Komitetu Wykonawczego Tasztypskiej Rady Rejonowej oraz Czarkowskiej Rady Rejonowej. Należał do WKP(b), do 1929 pełnił funkcję sekretarza odpowiedzialnego askiskiego rejonowego komitetu WKP(b), następnie od 1929 do 1934 studiował w Syberyjskiej Akademii Rolniczej, a od 1934 do 1937 odbywał służbę wojskową w Armii Czerwonej. Po zwolnieniu z armii skierowano go do pracy w Kazachskiej SRR, w 1937 został zastępcą szefa i wkrótce potem szefem jednego z departamentów Ludowego Komisariatu Sowchozów Kazachskiej SRR, w 1939 pełnił funkcję sekretarza komitetu Komunistycznej Partii (bolszewików) Kazachstanu (KP(b)K) Ludowego Komisariatu Sowchozów Kazachskiej SRR. Później został I sekretarzem ałmaackiego wiejskiego komitetu rejonowego KP(b)K, 1940-1941 był zastępcą ludowego komisarza kontroli państwowej Kazachskiej SRR, w 1941 ponownie został powołany do armii i skierowany na front (do 1943). Po zakończeniu służby w armii w 1944 wrócił na poprzednie stanowisko, a 1944-1950 był I sekretarzem Komitetu Obwodowego KP(b)K w Pawłodarze, następnie 1950-1952 ministrem sowchozów Kazachskiej SRR. Był odznaczony Orderem Wojny Ojczyźnianej I klasy i Orderem Czerwonego Sztandaru Pracy.